# Uczucie oceaniczne
Uczucie oceaniczne (eng. oceanic feeling) – termin wprowadzony przez pisarza i intelektualistę Romaina Rollanda, a poddany analizie przez Zygmunta Freuda w eseju 'Kultura jako źródło cierpień' (1930). Odnosi się do poczucia bezgranicznej jedności z całym światem i bywa utożsamiane z podstawowym źródłem przeżyć religijnych.

## Geneza pojęcia
Freud podjął temat uczucia oceanicznego w odpowiedzi na list swojego przyjaciela Romaina Rollanda, który zarzucił mu, że w analizie religii jako złudzenia (Przyszłość pewnego złudzenia) nie poświęcił dostatecznej uwagi pierwotnemu źródłu religijności:
„Posłałem mu moje pisemko traktujące o religii jako złudzeniu, on zaś odparł, że tak w ogóle to całkowicie zgodziłby się z mym osądem religii, żałuje jednak, iż nie poświęciłem dość uwagi prawdziwemu źródłu religijności.”
Rolland wskazał na doświadczenie, które określił jako uczucie wieczności lub uczucie oceaniczne, rozumiane jako subiektywne przeżycie „bezgraniczności, nieograniczenia”:
„Jest nim, jak sądzi, pewne szczególne uczucie, które zwykło nigdy go nie opuszczać – uczucie, którego istnienie potwierdza fakt, że znają je inni; można zaś zakładać, że występuje ono u milionów. Uczucie to, które mój przyjaciel chciałby określić mianem doznania 'wieczności', polega na poczuciu czegoś bezgranicznego, nieograniczonego, niejako 'oceanicznego'.”

## Freud o uczuciu oceanicznym
Freud przyznawał otwarcie, że sam nie doświadcza tego uczucia, ani go u siebie nie rozpoznaje:
„Jeśli o mnie chodzi – nie mogę w sobie odkryć tego ‘oceanicznego’ uczucia.”
Zaznacza, że naukowa analiza stanów uczuciowych jest trudna, ponieważ ich fizjologiczne objawy często wymykają się poznaniu, a ich opisy są zależne.

## Interpretacja psychoanalityczna
Zamiast traktować uczucie oceaniczne jako objaw wiary, Freud próbuje wyjaśnić je w kategoriach rozwoju psychicznego i struktury „ja”. Jego podejście opiera się na obserwacji, że poczucie „ja” w dzieciństwie różni się od dorosłego doświadczenia siebie jako jednostki wyodrębnionej z otoczenia:
„Niemowlę nie odróżnia jeszcze od świata zewnętrznego swego ‘ja’ […]. Pierwotnie ‘ja’ zawiera wszystko, później zaś wytrąca świat zewnętrzny.”
Freud uważa, że uczucie oceaniczne może być  psychiczną pozostałością tego pierwotnego stanu, czyli regresją do wcześniejszej fazy, zanim doszło do wyraźnego oddzielenia ,,ja" od świata:
„Nasze dzisiejsze poczucie ‘ja’ jest zatem jedynie skarlałą resztką uczucia znacznie bardziej rozległego, ba – wszechogarniającego, uczucia, które odpowiadało ścisłemu związkowi ‘ja’ z otoczeniem.”
Freud zakłada, że u niektórych osób może przetrwać ślad pierwotnego, nierozdzielnego „ja”, i że może on przejawiać się właśnie jako uczucie oceaniczne

## Uczucie oceaniczne a religia
Freud nie uznaje uczucia oceanicznego za autonomiczne źródło religii, jak chciałby Rolland. Przeciwnie, podkreśla, że religia wynika z dziecięcej bezradności i emocjonalnej potrzeby ochrony:
„Jeśli chodzi o potrzeby religijne, to wydaje mi się, że twierdzenie, iż biorą się one z infantylnej bezradności i obudzonej przez nią tęsknoty za ojcem, jest bezsporne.”
Wskazuje na religijne idee jako projekcje psychiczne oparte na relacji dziecka do rodzica, a nie na jednorazowym przeżyciu mistycznym.

## Znaczenie i interpretacja
Dla Freuda uczucie oceaniczne może być realnym przeżyciem – jednak nie stanowi, w jego ocenie, ani uniwersalnego, ani pierwotnego źródła religijności. Może być wtórnym efektem psychicznego regresu, formą emocjonalnego przeżycia związanego z potrzebą jedności i ochrony, ale nie konstytuuje samej religii.
W psychoanalizie pojęcie to podejmował m.in. Jacques Lacan, który wiązał je z pojęciem imago łona i prenatalnym poczuciem jedności z matką.